# Australian Open 2014 (gra podwójna na quadach)
Australian Open 2014 – gra podwójna na quadach – zawody deblowe na quadach, rozgrywane w ramach pierwszego w sezonie wielkoszlemowego turnieju tenisowego, Australian Open. Zmagania miały miejsce dnia 23 stycznia na twardych kortach Melbourne Park w Melbourne.

## Zawodnicy rozstawieni
| Numer | Tenisiści                     | Osiągnięcie |
| 1     | Andrew Lapthorne David Wagner | Zwycięstwo  |
| 2     | Dylan Alcott Lucas Sithole    | Finał       |

## Drabinka

#### Klucz
- w/o – walkower
- k – krecz
- d – dyskwalifikacja
- Q – kwalifikant
- WC – dzika karta
- LL – szczęśliwy przegrany
- Alt – zawodnik zastępczy
- PR – ochrona rankingu
- SE – specjalna przepustka
- ITF – ranking ITF
- JE – ranking juniorski

### Faza finałowa
|  |       |                               |   |   |  |
|  | Finał |                               |   |   |  |
|  |       |                               |   |   |  |
|  |       |                               |   |   |  |
|  |       |                               |   |   |  |
|  | 1     | Andrew Lapthorne David Wagner | 6 | 6 |  |
|  | 1     | Andrew Lapthorne David Wagner | 6 | 6 |  |
|  | 2     | Dylan Alcott Lucas Sithole    | 4 | 4 |  |
|  | 2     | Dylan Alcott Lucas Sithole    | 4 | 4 |  |
|  |       |                               |   |   |  |

## Pula nagród
| Runda     | Punkty |
| Zwycięzcy | 800    |
| Finaliści | 100    |